# Paràbola del vidre trencat
La paràbola del vidre trencat va ser creada per Frédéric Bastiat en el seu assaig de 1850 Ce qu'on voit et ce qu'on ne voit pas (El que veiem i el que no veiem) per il·lustrar la idea dels costos amagats (avui més coneguts com a costos d'oportunitat).
La paràbola explica com un nen trenca el vidre d'un comerç. Al principi tothom simpatitza amb el comerciant però aviat comencen a suggerir que el vidre trencat beneficia el vitraller, que comprarà pa amb aquest benefici, i beneficiarà el forner, qui comprarà sabates, qui beneficiarà el sabater, etc. Finalment la gent arriba a la conclusió que el nen no és culpable de vandalisme, sinó que ha fet un favor a la societat i ha creat benefici per a tota la indústria.
La fal·làcia d'aquest raonament segons Bastiat consisteix que es consideren els beneficis del vidre trencat, però s'ignoren els costos amagats; el comerciant està obligat a comprar una finestra nova, quan potser aniria a comprar pa i beneficiaria el forner. Al final, mirant el conjunt de la indústria, s'ha perdut el valor d'un vidre, i Bastiat arriba a la conclusió que "la societat perd el valor dels objectes inútilment destruïts" i que "la destrucció no és benefici".

## Altres usos
Tolerància zero, "teoria de la finestra trencada" o "síndrome de la finestra trencada", expressions aplicades per Rudolph Giuliani a l'ordre públic a Nova York.